# Устав кнессета
Устав кнессета (ивр. תקנון הכנסת‎) — документ израильского парламента, определяющий порядок работы кнессета. Устав кнессета представляет собой набор положений, правил и инструкций, составленных кнессетом на протяжении многих лет, которые регулируют его рабочие процедуры. Комиссия по делам кнессета уполномочена дорабатывать устав кнессета и вносить в него изменения с одобрения пленума кнессета. 
30 мая 2012 года, после трех лет обработки в комиссии по делам кнессета, пленум кнессета утвердил новую редакцию устава. В новый устав были внесены существенные изменения, чтобы приспособить работу кнессета к нынешнему времени, и он подготовлен таким образом, чтобы соответствовать ходу работы пленума и комиссий кнессета. В нем закрепились многие процедуры, зарекомендовавшие себя в работе кнессета и не фигурировавшие в предыдущей версии устава, а также мнения и указания юрисконсульта Кнессета, изданные в последние десятилетия. Устав касается деталей рабочих процедур кнессета и объединяет их все в один руководящий документ.

## Закрепление устава в законе
Большинство статутов Кнессета не закреплены в законах государства Израиль. Статья 19 Основного закона: О кнессете гласит:
Кнессет сам определит свои рабочие процедуры; Если порядок работы не установлен законом, кнессет устанавливает его в регламенте; До тех пор, пока рабочие процедуры не будут определены, как указано выше, кнессет будет действовать в соответствии с практикой и процедурой, принятыми в нём.
Таким образом, статуты кнессета, хотя и не закреплены в законе, обязывают депутатов кнессета и его различных органов в своей работе. Тот факт, что в своде израильских законов нет закона, определяющего порядок работы Кнессета, многими интерпретируется как недостаток. Это связано с тем, что с процессуальной точки зрения действие законов, принятых Кнессетом на основании закона, может быть ограничено.
Первая часть устава кнессета закреплена в «Основном законе: О кнессете». В ней формулируются только процессы, связанные с выборами депутатов кнессета и различных выборных должностных лиц в кнессете. Вторая часть устава, касающаяся работы кнессета, не закреплена ни в каком законе. Несколько раз на обсуждение кнессета вносилось предложение по «Основному закону: О законодательстве», который должен был закрепить рабочие процессы кнессета, но он так и не был реализован.

## Комиссия по уставу кнессета
С началом работы кнессета 1-го созыва была создана «комиссия по уставу кнессета» из 18 членов, роль которой заключалась в разработке законов, выходящих за рамки деятельности Кнессета. Фактически никаких постановлений составлено не было, и постановления Временного Государственного Совета продолжали использоваться кнессетом. После создания комиссии по делам кнессета, одной из функций которой было определение регламента кнессета, в качестве её подкомиссии была создана комиссия по регламенту. Подкомиссия по уставу продолжала существовать в последующих созывах кнессета.
14 июля 1949 года пленум кнессета утвердил переходные положения, которые основывались на постановлениях Временного Государственного Совета.